# Баринов, Юрий Викторович
Юрий Викторович Баринов (род. 31 мая 1955, Досчатое, Горьковская область) — советский шоссейный велогонщик. Бронзовый призёр Летних Олимпийских игр 1980 года в групповой гонке. Заслуженный мастер спорта СССР (1980).
Воспитанник тренера Вадима Знаменского.

## Достижения
1976
Тур Болгарии — генеральная классификация
1980
 Олимпийские игры, групповая гонка — 3-е место
Чемпионат СССР, групповая гонка — 2-е место
Велогонка Мира — генеральная классификация
Тур де л'Авенир — этапы 9, 10 и 11
1981
Круг Сарта — этап 4 и генеральная классификация
Курс Классик — этап 10
Тур Люксембурга — генеральная классификация
Тур Словакии — этапы 2, 3 и 2-е место в общем зачёте
Гран-при Сочи — этап 2 и генеральная классификация
Москва — Крылатское
1982
Гран-при Сочи — этап 2б
1983
Тур Польши — этап 8